# Österreichische Judo-Damen-Mannschaftsmeisterschaft 2005
Die Österreichische Judo-Damen-Mannschaftsmeisterschaft 2005 ermittelte zum 24. Mal den Österreichischen Mannschaftsmeisters im Judo. Sie wurde vom Österreichischen Judoverband ausgetragen. Sieger war zum 1. Mal der Vereinsgeschichte der JU Pinzgau.

## Tabelle
| Position | Mannschaft      | Ort               | Bundesland     | Quelle |
| -------- | --------------- | ----------------- | -------------- | ------ |
| 1        | JU Pinzgau      | Rauris            | Salzburg       | [ 2 ]  |
| 2        | UJZ Mühlviertel | Niederwaldkirchen | Oberösterreich | [ 3 ]  |
| 3        | LZ Wels         | Wels              | Oberösterreich | [ 3 ]  |
| 4        |                 |                   |                | [ 4 ]  |
| 5        |                 |                   |                | [ 4 ]  |

Stand: 2025-03-15